# Che angelo sei
Che angelo sei este un album al lui Al Bano & Romina Power publicat în 1982 în Italia, dar și în alte țări din Europa. Conține 10 melodii printre care și hiturile Che angelo sei și Tu soltanto tu. În Spania albumul a fost publicat în 1983 cu titlul Cantan en español și conține aceleași melodii, variante în limba spaniolă.

## Track list

### Che angelo sei
1. Che angelo sei (Cristiano Minellono, Romina Power, Albano Carrisi)  - 3:34
2. Abbandonati (Nakajima Miyuki, Romina Power, Guido Clericetti)  - 3:01
3. Meditando (Romina Power, Albano Carrisi, Romina Power)  - 3:08
4. Perché (Romina Power, Albano Carrisi)  - 3:53
5. Viaggiando (Romina Power, Albano Carrisi)  - 2:56
6. Tu soltanto tu (Cristiano Minellono, Michael Hoffman, Dario Farina)  - 3:37
7. Parigi è bella (Cristiano Minellono, Dario Farina)  - 3:15
8. 1961 (Albano Carrisi)  - 3:18
9. Anche tu (Romina Power, Albano Carrisi)  - 3:24
10. Io ti cerco (Romina Power, Albano Carrisi)  - 3:36

## Track list

### Cantan en español
1. Qué ángel será (Cristiano Minellono, Romina Power, Albano Carrisi)
2. Isla para dos (Nakajima Miyuki, Romina Power, Guido Clericetti)
3. Meditando (Romina Power, Albano Carrisi, Romina Power)
4. Por qué (Romina Power, Albano Carrisi)
5. Un hombre solitario (Romina Power, Albano Carrisi)
6. Tu y solo tu (Cristiano Minellono, Michael Hoffman, Dario Farina, Luis Gómez Escolar)
7. Parigi è bella (Cristiano Minellono, Dario Farina)
8. 1961 (Albano Carrisi)
9. También tú (Romina Power, Albano Carrisi)
10. Yo te busco (Romina Power, Albano Carrisi)